# Limulatys debilis
Limulatys debilis is een slakkensoort uit de familie van de Haminoeidae. De wetenschappelijke naam van de soort is voor het eerst geldig gepubliceerd in 1860 door Pease.